# Koninklijke PIT Pro Rege
Koninklijke PIT Pro Rege (KPPR) is een Nederlandse stichting, die zich inzet voor het welzijn van militairen, veteranen en hun thuisfront.
De stichting is ontstaan in 2009 door de samenvoeging van twee bestaande organisaties:
1. Koninklijke Militaire Bond Pro Rege (KNMB)
2. Stichting Protestants Interkerkelijk Thuisfront (PIT)

## Geschiedenis

### Koninklijke Militaire Bond Pro Rege

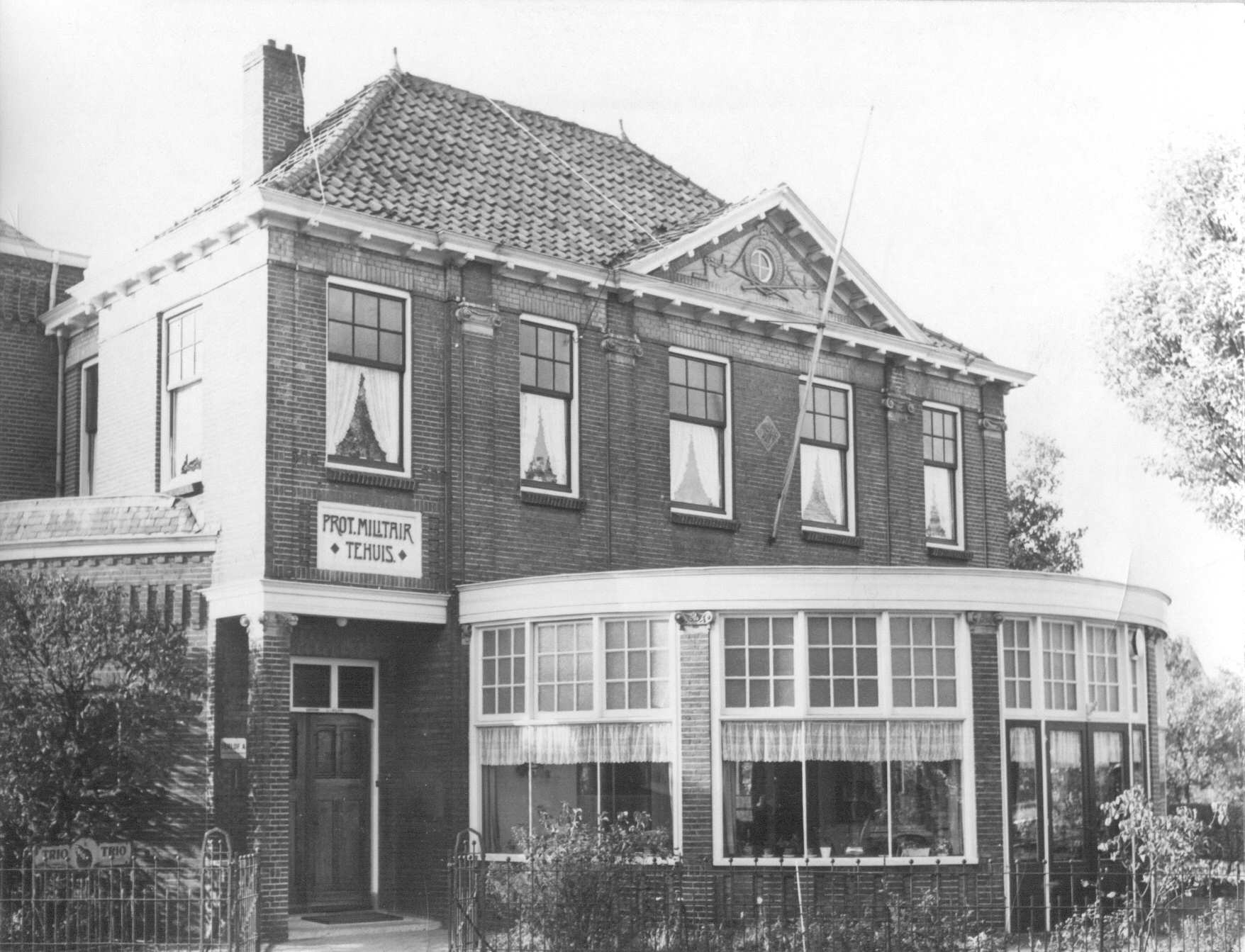
Het toenmalige Protestants Militair Tehuis aan de Borneostraat in Nijmegen (1966)

De Koninklijke Militaire Bond Pro Rege (KNMB) werd opgericht in 1874. De KNMB realiseerde zogenaamde Christelijk  Militaire Tehuizen (vanaf de jaren 1950 werden deze tehuizen PMT's: Protestantse Militaire Tehuizen genoemd). Dit waren ruimtes waar militairen samen konden komen voor ontspanning en geestelijke toerusting. In de loop der jaren, met het vervagen van de verzuiling, zijn er contacten aangegaan met KMT's (katholiek), HMT's (humanistisch) en AMT's (algemeen) en werd er samenwerking georganiseerd in de ECHOS-Homes.

### Stichting Protestants Interkerkelijk Thuisfront
De Stichting Protestants Interkerkelijk Thuisfront (PIT) werd opgericht in 1947. Centraal stond de geestelijke verzorging van de Nederlandse krijgsmacht vanuit protestants-christelijke visie. Daarnaast werd ook de samenwerking tussen organisaties die zich hiervoor inzetten bevorderd. Een zichtbare actie was tot 1998 de zogenaamde PIT-collecte.

## Activiteiten
Waar de organisaties in beginsel vooral oog hadden voor het welzijn van de militairen, is in de loop der jaren steeds meer aandacht gekomen voor veteranen en thuisfront. Via het platform "Hulp voor Helden" worden uiteenlopende projecten georganiseerd. Onder andere wordt er vanuit de ECHOS-Homes zogenaamde "nuldelijns"-ondersteuning gegeven aan veteranen en hun thuisfront, er is een fonds voor de PTSS-hulphond (veteranenhond) en er is een diaconaal fonds vanwaaruit bijvoorbeeld de "soldatenkerk" wordt ondersteund. Sinds 1979 worden er vanuit de PMT's, later ECHOS-Homes, fietstochten georganiseerd.